# Ernst Schumacher (Admiral)
Ernst Schumacher (* 12. November 1881; † 1952) war ein deutscher Konteradmiral der Kriegsmarine.

## Leben
Ernst Schumacher trat am 7. April 1900 in die Kaiserliche Marine ein. Am 28. September 1910 wurde er Kapitänleutnant. Später diente er bis Juli 1915 als Zweiter Artillerieoffizier auf der Von der Tann und ging in der gleichen Position bis Juni 1916 auf die Lützow. Anschließend wurde er als Zweiter Artillerieoffizier auf die Baden kommandiert, wo er später Erster Artillerieoffizier wurde und bis Kriegsende blieb.
Bis 1918 war er u. a. mit dem Eisernen Kreuz I. Klasse und dem Friedrich-August-Kreuz 1. Klasse ausgezeichnet worden.
Nach dem Krieg wurde er in die Reichsmarine übernommen und hier mit Patent vom 17. Dezember 1919 am 5. Februar 1920 Korvettenkapitän. Am 1. April 1925 wurde er Fregattenkapitän und übernahm ab 1927 bis zu seinem Abschied 1929 die Dienststelle als Kommandant der Seewasserstraße Kaiser-Wilhelm-Kanal. In dieser Position wurde er am 1. Januar 1928 zum Kapitän zur See befördert. Am 30. September 1929 wurde er mit dem Charakter als Konteradmiral aus der Marine verabschiedet.
Zum 1. September 1940 wurde er zur Verfügung der Kriegsmarine gesetzt. Mit der Aufstellung der Dienststelle im Juni 1941 wurde er Kommandant der Seeverteidigung U und blieb dies bis September 1941.